# 宮坂健次郎
宮坂 健次郎（みやさか けんじろう、1884年（明治17年）6月1日 - 1966年（昭和41年）11月6日）は、明治後期から昭和期の実業家、政治家。長野県岡谷市長。幼名・健吉。号・本郷子。

## 来歴
長野県諏訪郡小井川村（平野村を経て現岡谷市）で生まれた。後に健次郎を襲名。諏訪中学校（現長野県諏訪清陵高等学校・附属中学校）を2年で中退し、家業の宮坂製糸所を承継。1933年（昭和8年）味噌醸造業に転換し、1948年（昭和23年）宮坂味噌 (有) を設立して社長となる。岡谷商工会会頭、岡谷商工会議所会頭、諏訪信用金庫理事長、新松沢工業社長、岡谷冷蔵製氷会長、岡谷ライオンズクラブ会長などを務めた。
1925年（大正14年）4月から1936年（昭和11年）3月まで平野村会議員に在任し、同年4月、市制施行後は岡谷市会議員に選出され、1947年（昭和22年）4月まで務め、同議長にも在任した。岡谷市消防団長も務めた。
1949年（昭和24年）岡谷市長に当選し、1963年（昭和38年）9月まで4期務めた。在任中は土木・建設事業に力を入れ、塩嶺病院、岡谷市民会館、岡谷警察署の新築、精密工業研究所の誘致、中学校の統合などに尽力し、昭和の大合併では諏訪郡3村との合併を実現させた。

## 人物
俳句に親しみ、晩年は句作に励んだ。